# Cuauhxicalli

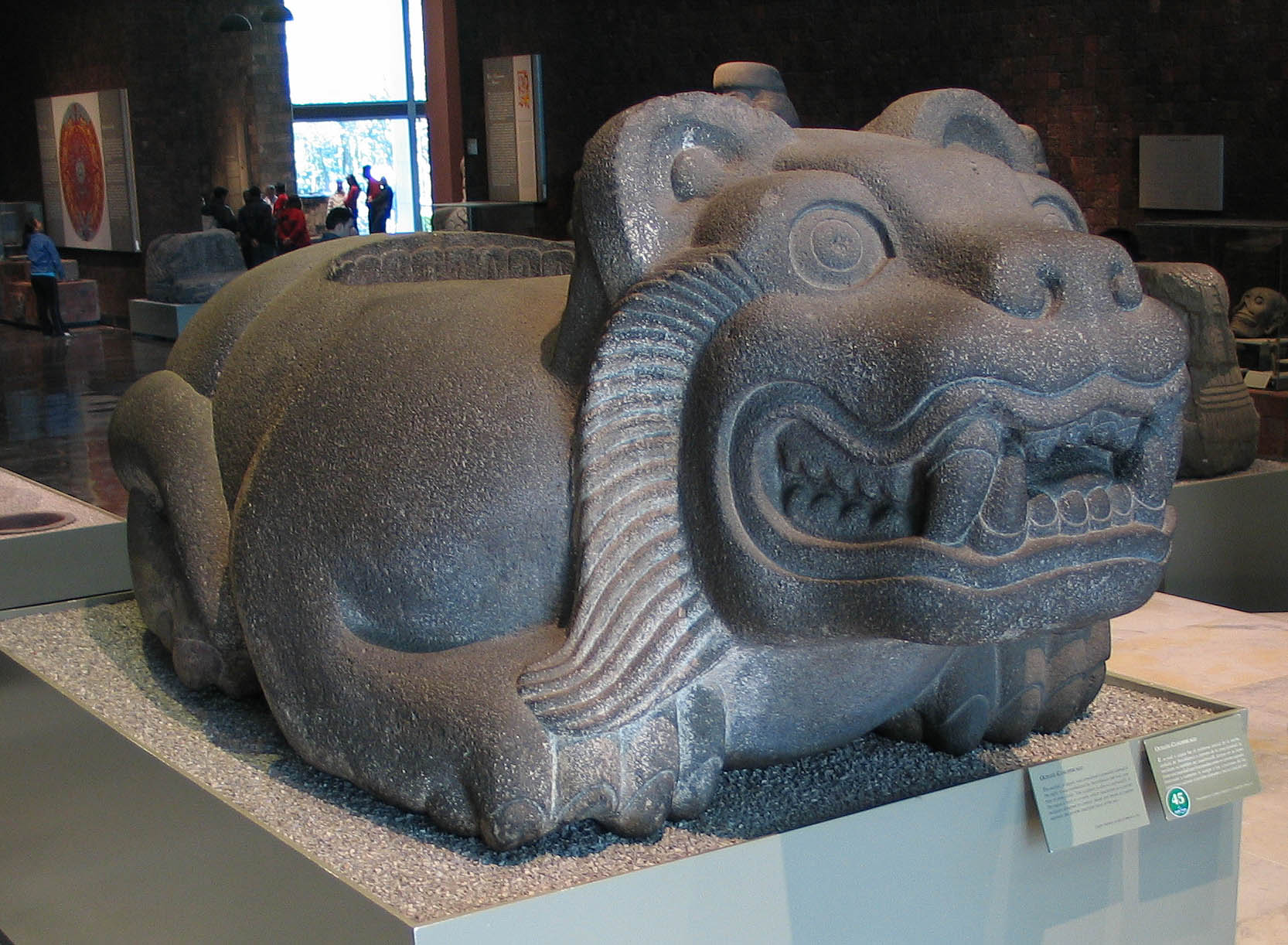
Cuauhxicalli im Nationalmuseum für Anthropologie (Mexiko)

Ein Cuauhxicalli oder quauhxicalli (übersetzt: Adlerkürbis-Schüssel) ist ein Altar, der im Opferkult der Azteken bei Menschenopfer-Zeremonien benutzt wurde. Cuauhxicallis sind oft als Adler oder Jaguar gestaltet oder als runder Stein, der mit Motiven verziert ist. Auf der Oberseite weisen sie stets eine runde Vertiefung auf.

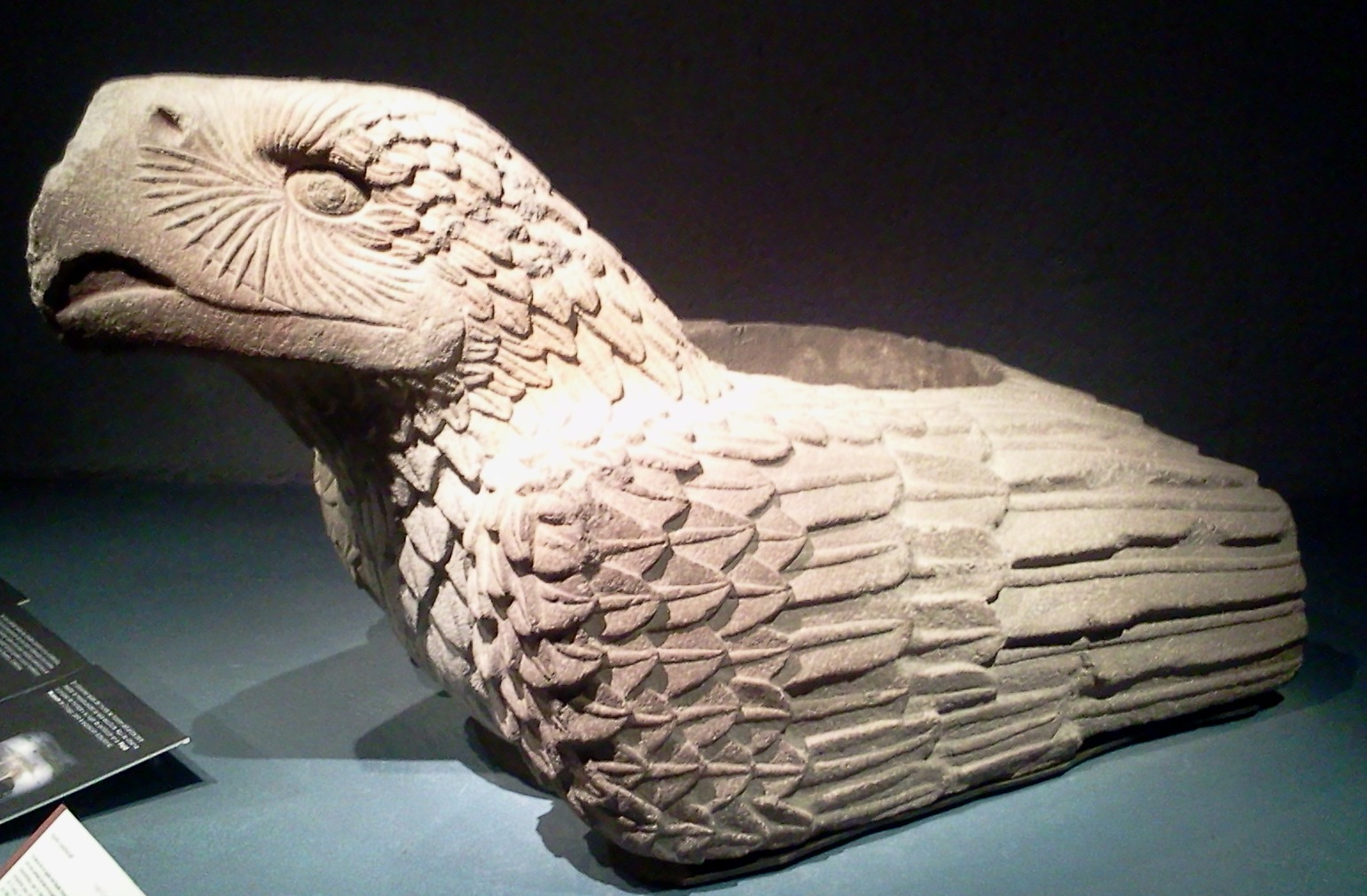
Cuauhxicalli im Templo Mayor